# Ван (озеро)
38°36′ пн. ш. 42°51′ сх. д. / 38.600° пн. ш. 42.850° сх. д.
Ван (тур. Van Gölü, вірм. Վանա լիճ, курд. Gola Wanê) — безстічне солоне озеро, розташоване на Вірменському нагір'ї в східній частині Туреччини (район Східна Анатолія). Озеро Ван — найбільше озеро Туреччини, найбільше содове озеро у світі і четверте за величиною непересихаюче безстічне озеро.

## Походження озера

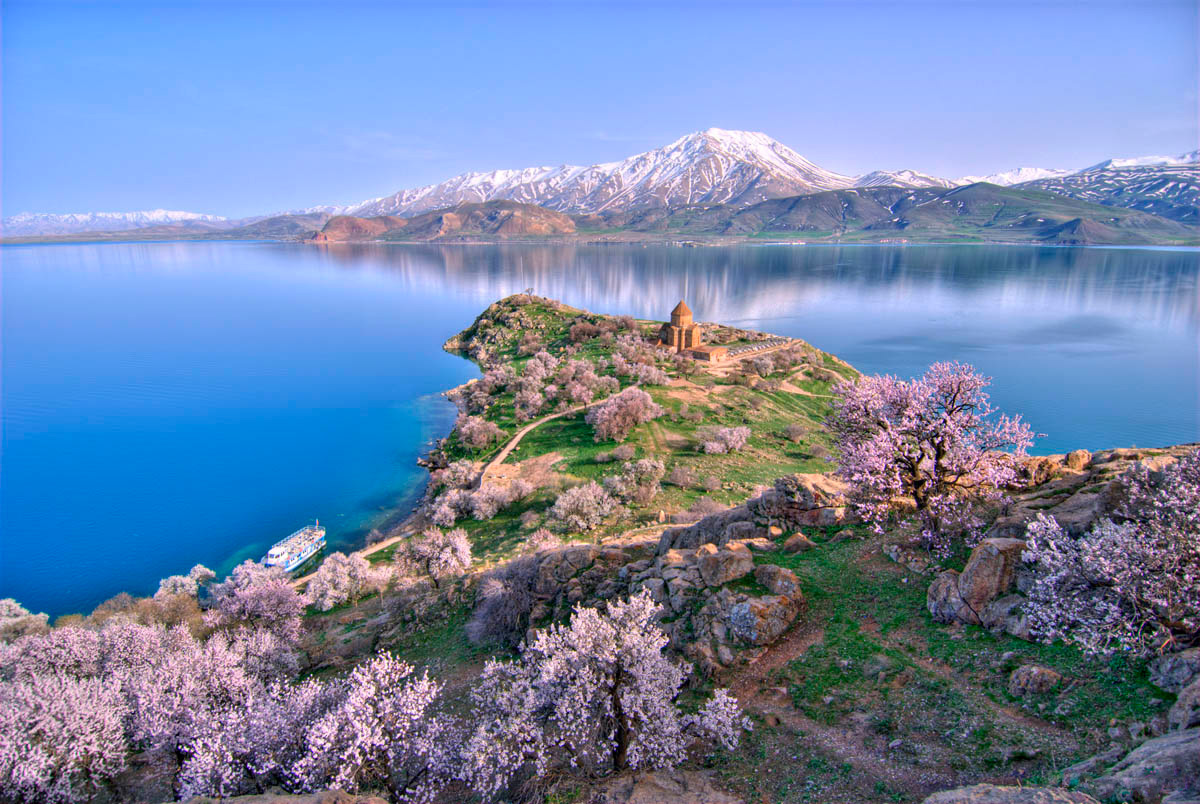
Озеро Ван

Озеро Ван розташоване в західній частині улоговини тектонічного походження, яка оточена декількома гірськими системами: Східним Тавром з півдня, Курдськими горами зі сходу і хребтом Аладаглар з північного сходу. На заході і північному заході улоговини розташовані декілька згаслих вулканів, зокрема стратовулкан Сюпхан, а також активний стратовулкан Немрут. У середню плейстоценову епоху, близько 200 000 років тому, виверження вулкана Немрут утворило потік лави протяжністю понад 60 км, який заблокував стік вод з Ванської улоговини в Мушську улоговину, що відноситься до басейну довколишньої річки Мурат, що і призвело до утворення озера. Таким чином, озеро Ван займає найглибшу частину крупної улоговини, оточеної горами. Існує імовірність, що через певний час розмивання Східного Тавру притоками річки Ботан-Чайї (притока Тигру) створить новий стік вод озера в басейн річки Тигр, і озеро Ван зменшиться або перестане існувати.

## Фізіографія
Площа озера Ван становить 3 574 км² що робить його найбільшим озером Туреччини і другим за площею (після озера Урмія) озером Близького Сходу. Місцеві жителі історично називають озеро Ван «морем». Озеро Ван розташоване на висоті 1 648 м над рівнем моря, має неправильну форму, трохи близьку до трикутника. Ширина озера в найширшій його частині становить 119 кілометрів. Озеро поділяється вузьким перешийком на невелику і дуже неглибоку, північну частину і на велику південну частину, де глибини сягають 451 метра. Середня глибина озера Ван становить 161,2 метра, загальний об'єм води 576 км³. Береги озера, в основному, уривисті. На озері Ван розташовано безліч дрібних острівців, особливо поблизу берегів, і чотири великі острови: Гадір, Чарпанак, Ахтамар і Атрек. Гадір (Лім), найбільший острів, розташовується в північній частині озера. Чарпанак лежить біля східного берега, а острови Ахтамар і Атрек знаходяться недалеко один від одного біля південного берега озера. Недалеко від озера Ван розташовуються озера Назік (на північному заході, висота 1 870 м над рівнем моря), Ерчек (на сході, висота 1 890 м над рівнем моря) і Арін (на півночі).

### Живлення озера та рівень води
В даний час озеро живлять чотири невеликі річки: Бендімахи і Зейлан-Дересі з півночі, Карашу та Мічингер зі сходу, а також весняне танення снігів довколишніх гір. Найбільша з цих чотирьох річок, Зейлан-Дересі (Зейлан), бере початок в горах Аладаглар. На річці Карашу утворене водосховище. У зв'язку з тим, що живлення озера Ван переважне снігове, рівень води в озері коливається протягом року в межах 50 сантиметрів, досягаючи максимуму в липні. Найбільше поповнення озера відбувається в період з квітня по червень за рахунок танення снігів і весняних дощів. Загальна площа водозбору озера Ван перевищує 15 000 км².
Окрім цього, озеро Ван зазнає малодосліджених великих, можливо циклічних, коливань рівня води, наприклад, в 1990-ті роках рівень води в озері несподівано піднявся на 2,6 метри, затопивши великі площі сільськогосподарських угідь. До 2000 року води озера трохи відступили. Ще перші дослідники озера звернули увагу на тераси на берегах озера, які свідчили про те, що раніше рівень води в озері був на 55 метрів вище, ніж сьогодні. Подальші дослідження підтвердили, що в середині останнього льодовикового періоду, близько 18 000 років тому, рівень озера Ван був на 72 метри вище, ніж сьогодні. У 1990 році на озері Ван працювала міжнародна дослідницька експедиція, яка провела глибоководне буріння і взяла проби мінеральних відкладень із дна озера. Одним з несподіваних результатів буріння виявився факт, що озеро Ван майже пересохло, розпавшись на соляні калюжі близько 17 000 років тому, а потім наповнилося знову. Більшість дослідників пов'язують цю подію з кліматичними змінами, хоча точні причини цього явища, можливість повторення пересихання озера і зв'язок кліматичних змін в районі озера Ван із сусідніми регіонами все ще залишаються предметом дискусій. Дослідники також відзначають можливу схожість явищ, що відбувалися з озером Ван 15—18 000 років тому та явищ, які в наш час[коли?] відбуваються з Мертвим морем.

### Клімат
Озеро Ван розташоване на Вірменському нагір'ї, яке відрізняється досить суворим різко континентальним кліматом. Середні температури в центрі Вірменського нагір'я складають в липні від +22 до +25 °C, у січні від −16 до −12 °C. В особливо холодні зимові дні температура в центрі нагір'я досягає −45 °C. Озеро Ван пом'якшує клімат довколишніх околиць, тому в місті Ван, на березі озера, середні температури складають в липні +22,5 °C, у січні −3,5 °C. Середньорічна кількість опадів в басейні озера Ван коливається від 400 до 700 мм. Завдяки пом'якшеному озером клімату і штучному зрошуванню в прибережних областях, не зважаючи на висоту 1 700 м над рівнем моря, в околицях озера Ван виростають і добре плодоносять рослини, що ростуть в середземноморському кліматі: оливкове дерево, яблуні, персики, гранати та інші садові культури.
Температура води в озері на поверхні влітку доходить до +20 °C, температура води на глибинах понад 50 метрів постійна протягом року і становить +3 °C. Висока солоність озера призводить до того, що навіть в суворі зими озеро Ван не замерзає, за винятком деяких ділянок мілководної північної частини. Швидке охолодження води на поверхні щоосені призводить до щорічного круговороту води в озері.

### Склад води
Середня солоність води в озері Ван становить 22 ‰, що нижче за рівень солоності морської води (35 ‰), проте в південній частині озера присутні западини завглибшки понад 100 м, де солоність води досягає 67 ‰. Водневий показник води становить 9,5—9,8 pH, вода озера лужна. Серед солей озера переважають солі натрію, включаючи карбонат натрію (Na2CO3), сульфат натрію (Na2SO4) і хлорид натрію (NaCl), що додає воді мийні властивості. (Багато видів мила містять ці солі як активний компонент). Ще Страбон, згадуючи озеро Ван, підкреслював саме ці якості води:
|  | Є у Вірменії також великі озера.... є Арсене, зване також Тоспітас. Воно містить соду, очищує і відновлює одяг. Проте через цю домішку соди вода озера непридатна для пиття. |

У воді озера Ван міститься також карбонат кальцію (CaCO3). Вміст кальцію становить близько 4 мг/л.
Аніонна послідовність: {\displaystyle {\ce {HCO3^-, CO3^2- > Cl^- > SO4^2-}}}. Вміст кисню у воді становить 8 мг/л на поверхні, падає до 5 мг/л на глибині 75 метрів, далі до 1,5 мг/л на глибинах 400 метрів.

### Види озера Ван
|                                                 |                           |                                  |
| Вигляд на південний берег і гори Східного Тавру | Вигляд з острова Ахтамар. | Вигляд на північний берег озера. |

|  | Цифрами позначені: 1. Стратовулкан Немрут-Даг, заввишки 2948 м. На світлині видно невелике озеро, що утворилося всередині вісьмикилометрового кратера вулкана, і шістдесяти кілометровий потік лави, що витікав строго на північ (вгору по фотографії), який і привів до утворення озера Ван. 2. Стратовулкан Сюпхан, заввишки 4058 м. 3. Озеро Назік, на висоті 1876 м над рівнем моря. 4. Озеро Ерчек, на висоті 1890 м над рівнем моря. 5. Озеро Арин. 6. Острів Лім (Адир), на острові залишки вірменського монастиря XVI століття. 7. Острів Артер (Куш), на острові збереглася вірменська каплиця. 8. Острів Ахтамар. На острові збереглася вірменська церква Святого Хреста (вірм. Սուրբ Խաչ), побудована на початку X століття н. е. 9. Острів Ічері-Чарпанак. |

## Тваринний і рослинний світ
В озері Ван водиться єдиний вид риби. Ендемічний вид Alburnus tarichi (тур. darekh) насправді споріднений верховодці європейській і належить до родини коропових, проте за зовнішнім виглядом вельми нагадує оселедець. Alburnus tarihi може жити як в прісній воді, так і в солоній, максимум до солоності 23 ‰, проте розмножується тільки в прісній воді, в гирлах річок і струмків, що впадають в озеро Ван.
Солоність води в озері Ван коливається від майже прісної поблизу гирл річок до гіперсолоної в глибоких улоговинах південної частини озера, тому в озері, в різних його зонах, присутньо багато організмів, пристосованих до різної солоності води, зокрема: коловертки (Hexarthra fennica polydonta, Brachionus plicatilis, Brachionus angularis, Filinia maior, Colurella adriatica, Keratella cochlearis, Keratella quadrata, Trichocerca taurocephala), каланоїди (Arctodiaptomus spinosus та Megacyclops viridis).
Нарешті, район озера Ван відомий рідкісною породою кішки (тур. Van Kedisi), яка, на відміну від більшості порід кішок, любить купатися у воді.

## Культурна історія
Перші сліди перебування людини в районі озера Ван відомі з часів палеоліту. З неолітичних часів племена, що живуть в районі озера, вже займалися виплавкою металів. Першою державою в районі озера Ван, мабуть, була Урарту, що існувала тут з XI по VI століття до н.е. На березі озера, на місці сучасного міста Ван в цей період знаходилася столиця Урарту, місто Тушпа. Семидесятикілометровий канал, побудований урартським правителем Менуа в VIII столітті до н.е. для постачання Тушпи прісною водою, існує досі. Після поразки Урарту від асирійців в VII столітті до н.е. Урарту поступово приходить в занепад і перестає існувати в VI столітті до н.е. Залишки споруд з написами урартських царів Сардурі I, Ішпуїні, Менуа, Аргишті I збереглися в районі озера.
На зміну Урарту через деякий час приходить держава Велика Вірменія, «країна трьох морів» (озера Ван, озера Урмія і озера Севан). На берегах озера і на його островах збереглися пам'ятники вірменської храмової і фортифікаційної архітектури. Найвідоміша добре збережена пам'ятка — церква Святого Хреста (вірм. Սուրբխաչ), побудована в X столітті н.е. на острові Ахтамар. В кінці IV століття, неподалік від північно-західного узбережжя озера, в селі Хацик народився творець вірменського алфавіту Месроп Маштоц.
| | |
| Руїни урартської фортеці, ймовірно побудованої при Сардурі I для зміцнення столиці Урарту, міста Тушпи, в IX столітті до н.е. | Вірменська церква Святого Хреста (вірм. Սուրբխաչ), споруджена на острові Ахтамар з 915 по 921 роки н.е. при вірменському феодалі Арцруні на фундаменті стародавньої урартської споруди. |

Протягом подальшого історичного періоду Вірменія часом отримувала самостійність, а часом виявлялася послідовно під пануванням Парфії та Римської імперії, а до XIX століття входила до складу Османської імперії. В результаті Першої світової війни імперія Османа почала розпадатися, до влади прийшов младотурецький уряд, який в 1915—1918 роках частково виселив, частково знищив вірменське населення регіону (див. Геноцид вірмен). В наш час[коли?] в районі Вана в основному проживають курди, які можливо є нащадками хурритів, автохтонного населення регіону, яке за поширеною версією становило основу населення центральної частини Урарту.
В цілому історія регіону повна численними переселеннями і завоюваннями, тому багато історичних аспектів залишаються предметом дискусій. Окрім цього, згідно з останнім генетичним дослідженням курди, турки і вірмени генетично дуже близькі.

### Назви озера Ван
У доурартський період озеро Ван називалося у асирійців «морем країни Наїрі» (tâmtu ša mât Nairi), причому ймовірно, що слово «Наїрі» на мові Асирії означало «хурити». Урартська назва озера Ван точно не відома, проте за окремими згадками давньогрецьких географів передбачається, що урарти називали його «Арсене» (дав.-гр. Αρσηνή, Страбон XI, гл. XIV, 3). Окрім цього, багато античних авторів використовували назву «Тоспітіс» або «Топітіс» (дав.-гр. Θωπι̂τιν, лат. Thospites), яке походить від назви урартської столиці, міста Тушпа. Цей же корінь зберігся у вірменських середньовічних істориків у формі «Тосп» або «Тосб» (Мойсей Хоренський III, 35; Фавст Бузанд IV, 55, 58 і V, 37), які також використовували назви «Бізнунійське море» і «Риштунійське море». Сучасна назва «Ван» ймовірно походить від урартського слова Біайні(лі), яке позначало або саму державу Урарту, або центральну його частину.

## Економіка

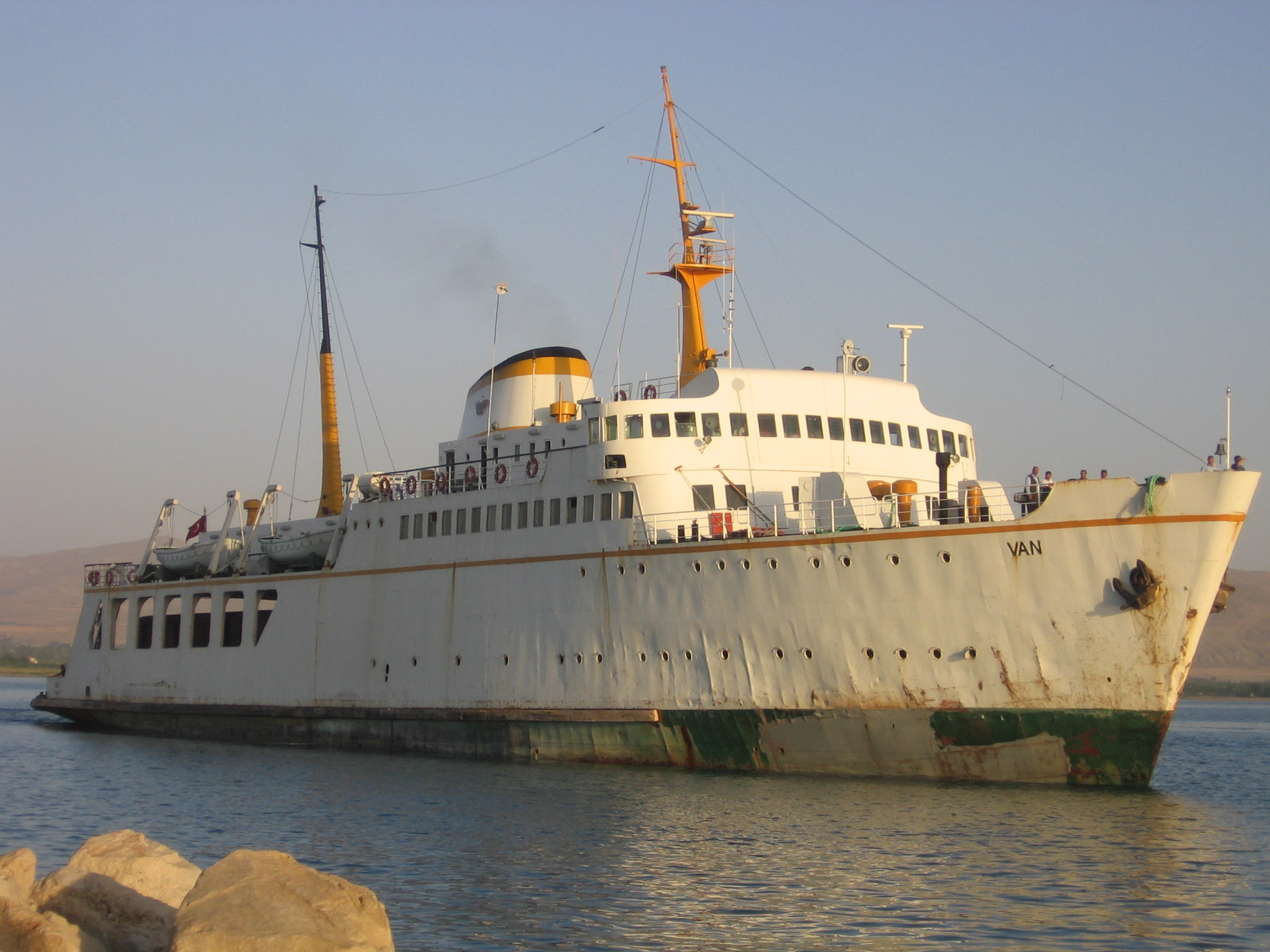
Ванський пором

Район озера Ван — один з найбідніших районів Туреччини. З одного боку тут не розвинена промисловість, з іншого боку район Вана погано пов'язаний з рештою транспортної мережі країни. Жителі навколишніх районів займаються в основному землеробством і скотарством, а в прибережних районах садівництвом, рибальством і солеварінням. Солі здобуті з води озера Ван використовуються для виготовлення миючих засобів.
Озером проходить поромна переправа на залізничній колії, що поєднує залізничну мережу Туреччини з містом Ван і далі з Іраном. У сімдесяті роки XX століття, коли відбувалося будівництво залізниці, турецька влада ухвала рішення використовувати саме поромну переправу, а не будувати довгу обхідну залізничну гілку скелястими берегами озера. Ванський пором курсує регулярно, на південному березі озера є невелика судоверф.

Останніми роками уряд Туреччини докладає зусилля для залучення туристів в район озера Ван. У 2006 році були виділені кошти для реконструкції вірменських церков, що збереглися в цьому районі ( [Архівовано 23 серпня 2007 у Wayback Machine.],  [Архівовано 23 серпня 2007 у Wayback Machine.]), а також активізувалися чутки про присутність в озері «Ванського чудовиська» (тур. Van Gölü Canavarı), на зразок Лох-Неського чудовиська ( [Архівовано 27 січня 2007 у Wayback Machine.]). 